# Rhipidura teysmanni
El abanico de Célebes  (Rhipidura teysmanni) es una especie de ave paseriforme de la familia Rhipiduridae endémica del centro de Indonesia.

## Distribución y hábitat
Se encuentra únicamente en la isla de Célebes. Sus hábitats naturales son los bosques tropicales húmedos isleños.